# (3290) Azabu
(3290) Azabu – planetoida należąca do zewnętrznej części pasa głównego asteroid okrążająca Słońce w ciągu 7 lat i 338 dni w średniej odległości 3,97 au Została odkryta 19 września 1973 roku w Obserwatorium Palomar przez Cornelisa van Houtena. Nazwa planetoidy pochodzi od Azabu, dzielnicy Tokio, gdzie znajduje się Obserwatorium Astronomiczne Tokio. Przed nadaniem nazwy planetoida nosiła oznaczenie tymczasowe (3290) 1973 SZ1.